# Mie Schjøtt-Kristensen
Mie Schjøtt-Kristensen (14 de mayo de 1984) es una deportista danesa que compitió en bádminton. Ganó una medalla de bronce en el Campeonato Europeo de Bádminton de 2010, en la prueba de dobles.

## Palmarés internacional
| Campeonato Europeo | Campeonato Europeo       | Campeonato Europeo | Campeonato Europeo |
| Año                | Lugar                    | Medalla            | Prueba             |
| ------------------ | ------------------------ | ------------------ | ------------------ |
| 2010               | Mánchester (Reino Unido) | Medalla de bronce  | Dobles             |